# Рејмонд Пасело
Рејмонд Пасело (Женева, 12. јануар 1905 – 16. март 1987) био је швајцарски фудбалер који је играо као нападач за Швајцарску на Светском првенству у фудбалу 1934. године. Такође је играо за Сервет. Такође је био део швајцарске репрезентације на Летњим олимпијским играма 1928. године, али није играо ни на једној утакмици.